# Kettenschluss
Als Kettenschluss werden in der traditionellen und in der modernen Logik zwei unterschiedliche, aber optisch ähnliche Schlussfiguren (Implikationsserien) bezeichnet.

## Kettenschluss in der modernen Logik
In der modernen Logik wird unter Kettenschluss (englisch chain inference) ein aussagenlogischer Schluss der folgenden Form bezeichnet:
|               | {\displaystyle A\rightarrow B} |
|               | {\displaystyle B\rightarrow C} |
| Daraus folgt: | {\displaystyle A\rightarrow C} |

beziehungsweise allgemein ein Schluss der folgenden Form:
|               | {\displaystyle A_{1}\rightarrow A_{2}}   |
|               | {\displaystyle A_{2}\rightarrow A_{3}}   |
|               | …                                        |
|               | {\displaystyle A_{n-1}\rightarrow A_{n}} |
| Daraus folgt: | {\displaystyle A_{1}\rightarrow A_{n}}   |

Ein Beispiel für einen Kettenschluss im modernen Sinn ist folgender Schluss:
|               | Wenn es regnet, dann ist die Straße nass.               |
|               | Wenn die Straße nass ist, dann besteht Schleudergefahr. |
| Daraus folgt: | Wenn es regnet, dann besteht Schleudergefahr.           |

## Sorites, der Kettenschluss in der traditionellen Logik
Der Sorites (Kurzform von soriticus syllogismus, auch gehäufter Schluss, Häufelschluss, Kettenschluss, syllogismos synthetos, coacervatio, soriticus syllogismus, englisch nur sorites) ist eine Schlussform der traditionellen Logik. Es handelt sich um eine spezielle abgekürzte Schlusskette. Die Stoiker verwendeten die verkürzten Schlüsse (Epiballontes), indem sie einzelne Sätze in ihren Schlüssen (also Ober- oder Unter- und Schlusssätze) verschwiegen bzw. ausgelassen haben.
Die Verknüpfung der Sätze folgt folgendem Schema: Der erste Satz verbindet einen Begriff mit einem anderen. Der Folgesatz wiederum verbindet diesen zweiten Begriff mit einem dritten. Der nächste Satz wiederum verbindet den dritten Begriff mit einem vierten usw. und der Schlusssatz stellt wiederum eine Verbindung her mit dem letzten Begriff und dem im ersten Satz eingeführten Begriff. Ein Sonderfall und Beispiel für den Sorites ist der syllogistische Modus Barbara.
Unterschieden wird zwischen dem regressiven aristotelischen und dem progressiven goclenischen Sorites.
Aristotelischer SoritesS ist M1
M1 ist M2
M2 ist M3
…
Mn-1 ist Mn
Mn ist P
Daraus folgt: S ist P
Goclenischer SoritesMn ist P
Mn-1 ist Mn
…
M2 ist M3
M1 ist M2
S ist M1
Daraus folgt: S ist P
Beispiel
Die Gestirne sind Körper; alle Körper sind beweglich; alles Bewegliche ist veränderlich; alles Veränderliche ist vergänglich: Also sind die Gestirne vergänglich.
Laut Prantl hat Marius Victorinus den Sorites zuerst angewendet.

### Aristotelischer Sorites
- Eduard Zeller: Die Philosophie der Griechen. III, 13., S. 113.
- Constantin Gutberlet: Logik und Erk.enntnistheorie. S. 84 f.

### Goclenischer Sorites
- Christian Wolff: Philosophia rationalis sive logica. § 467.
- Wilhelm T. Krug: Logik oder Denklehre. S. 514.
- Jakob F. Fries: System der Logik. S. 254 ff.
- Hermann Lotze: Grundzüge der Logik und Encyklopädie der Philosophie. S. 46.
- Friedrich Kirchner: Katechismus der Logik. S. 203.
- Constantin Gutberlet: Logik und Erkenntnistheorie. S. 84 ff.
- Benno Erdmann: Logik I. 523 ff.
- Christoph Sigwart: Logik. I2.